# Government Code and Cypher School
Government Communications Headquarters (La seu de comunicacions del govern - GCHQ) és una organització d'intel·ligència i seguretat responsable de proporcionar intel·ligència de senyals (SIGINT) i garantia d'informació (IA) al govern i les forces armades del Regne Unit. Amb seu principalment a The Doughnut als suburbis de Cheltenham, GCHQ és responsabilitat del secretari d'Estat d'Afers Exteriors i de la Commonwealth del país (secretari d'Afers Exteriors), però no forma part del Ministeri d'Afers Exteriors i el seu director és Secretari permanent.
El GCHQ es va establir originalment després de la Primera Guerra Mundial com a Government Code and Cypher School (GC&CS) i va ser conegut amb aquest nom fins al 1946. Durant la Segona Guerra Mundial es va ubicar a Bletchley Park, on va ser responsable de trencar el Codis Enigma alemanys. Hi ha dos components principals de GCHQ, la Composite Signals Organization (CSO), que s'encarrega de recopilar informació, i el National Cyber Security Center (NCSC), que s'encarrega de protegir les comunicacions pròpies del Regne Unit. El Joint Technical Language Service (JTLS) és un petit departament i un recurs intergovernamental responsable principalment del suport tècnic lingüístic i dels serveis de traducció i interpretació dels departaments governamentals. Està ubicat conjuntament amb GCHQ per a finalitats administratives.
El 2013, GCHQ va rebre una atenció considerable als mitjans quan l'antic contractista de l'Agència de Seguretat Nacional Edward Snowden va revelar que l'agència estava en procés de recopilar totes les dades en línia i telefòniques al Regne Unit mitjançant el programa Tempora. Les revelacions de Snowden van començar una sèrie de revelacions en curs de vigilància global. El diari The Guardian es va veure obligat a destruir els discs durs dels ordinadors amb els fitxers que Snowden els havia donat a causa de les amenaces d'una demanda sota la Llei de secrets oficials. El juny de 2014, The Register va informar que la informació que el govern va intentar suprimir destruint els discs durs relacionada amb la ubicació d'una base de monitoratge d'Internet GCHQ més enllà del secret a Seeb, Oman, i la participació estreta de BT i Cable & Wireless en interceptar comunicacions d'Internet.

## Estructura
GCHQ està dirigit per la directora de GCHQ, Anne Keast-Butler, i un consell corporatiu, format per directors executius i no executius. Els informes al Consell Corporatiu són:
- Missions Sigint: que inclouen matemàtiques i criptoanàlisi, sistemes informàtics i informàtics, lingüística i traducció, i la unitat d'anàlisi d'intel·ligència
- Empresa: que inclou investigació aplicada i tecnologies emergents, coneixement corporatiu i sistemes d'informació, relacions comercials amb proveïdors i biometria
- Gestió corporativa: planificació de recursos empresarials, recursos humans, auditoria interna i arquitectura
- Centre Nacional de Ciberseguretat (NCSC).[8]

## Història

### Primera Guerra Mundial
Durant la Primera Guerra Mundial, l'Exèrcit Britànic i la Royal Navy tenien agències d'intel·ligència de senyals separades, MI1b i NID25 (inicialment conegudes com a Sala 40) respectivament. El 1919, el Comitè de Serveis Secrets del Gabinet, presidit per Lord Curzon, va recomanar que es creés una agència de trencament de codis en temps de pau, tasca que va ser encomanada al Director d'Intel·ligència Naval, Hugh Sinclair. Sinclair va fusionar el personal de NID25 i MI1b en la nova organització, que inicialment constava d'uns 25-30 oficials i un nombre similar de personal clerical. Es va anomenar Government Code and Cypher School (GC&CS), un nom de cobertura que va ser escollit per Victor Forbes del Foreign Office. Alastair Denniston, que havia estat membre del NID25, va ser nomenat cap d'operacions. Inicialment estava sota el control de l'Almirallat i es trobava a Watergate House, Adelphi, Londres. La seva funció pública era assessorar sobre la seguretat dels codis i xifres utilitzats per tots els departaments del Govern i ajudar en el seu subministrament, però també tenia una directiva secreta per estudiar els mètodes de comunicacions xifrades utilitzats per les potències estrangeres. GC&CS es va formar oficialment l'1 de novembre de 1919, i va produir el seu primer desxifrat abans d'aquesta data, el 19 d'octubre.
L'escola Allidina Visram de Mombasa, a la imatge de dalt l'any 2006, va ser la ubicació del lloc avançat britànic Kilindini durant la Segona Guerra Mundial.
Abans de la Segona Guerra Mundial, GC&CS era un departament relativament petit. L'any 1922, l'enfocament principal de GC&CS era el trànsit diplomàtic, que no valia la pena circular cap tràfic de servei i així, per iniciativa de Lord Curzon, es va transferir de l'Almirallat al Ministeri d'Afers Exteriors. GC&CS va quedar sota la supervisió de Hugh Sinclair, que el 1923 era alhora el cap de SIS i el director de GC&CS.
El 1925, ambdues organitzacions es van ubicar en diferents pisos dels edificis de Broadway, enfront de St. James's Park. Els missatges desxifrats per GC&CS eren distribuïts en fitxers amb jaqueta blava que es coneixien com BJs. A la dècada de 1920, GC&CS va llegir amb èxit els xifres diplomàtics de la Unió Soviètica. No obstant això, el maig de 1927, durant una disputa pel suport clandestí soviètic a la Vaga General i la distribució de propaganda subversiva, el primer ministre Stanley Baldwin va fer públics els detalls dels desxifrats.

### Segona Guerra Mundial
Durant la Segona Guerra Mundial, GC&CS es va basar principalment a Bletchley Park, a l'actual Milton Keynes, treballant en la comprensió de la màquina Enigma alemanya i els xifratges de Lorenz. El 1940, GC&CS estava treballant en els codis diplomàtics i xifrats de 26 països, abordant més de 150 criptosistemes diplomàtics. El personal superior incloïa Alastair Denniston, Oliver Strachey, Dilly Knox, John Tiltman, Edward Travis, Ernst Fetterlein, Josh Cooper, Donald Michie, Alan Turing, Gordon Welchman, Joan Clarke, Max Newman, William Tutte, I. J. (Jack) Good, Peter Calvocoressi. i Hugh Foss. L'Acord d'intel·ligència de comunicació britànic-estatunidenc de 1943, BRUSA, va connectar les xarxes d'intercepció de senyals del GC&CS i de l'Agència de Seguretat Nacional (NSA) dels EUA. L'equip utilitzat per trencar els codis enemics incloïa l'ordinador Colossus. Colossus constava de deu ordinadors connectats en xarxa.
Una estació avançada a l'Extrem Orient, l'Oficina Combinada de l'Extrem Orient, es va establir a Hong Kong el 1935 i es va traslladar a Singapur el 1939. Posteriorment, amb l'avanç japonès per la península de Malaia, l'exèrcit i els trencadors de codis de la RAF van anar al Wireless Experimental Center. a Delhi, Índia. Els descodificadors de la Marina a FECB van anar a Colombo, Ceilan, i després a Kilindini, prop de Mombasa, Kenya.

## Post Segona Guerra Mundial
GC&CS va ser rebatejada com a Seu de Comunicacions del Govern (GCHQ) el juny de 1946.
L'organització es va basar en un principi a Eastcote al nord-oest de Londres, després el 1951 es va traslladar als afores de Cheltenham, establint dos llocs a Oakley i Benhall. Un dels motius principals per seleccionar Cheltenham va ser que la ciutat havia estat la ubicació de la seu dels Serveis de Subministrament de l'Exèrcit dels Estats Units per al Teatre Europeu durant la guerra, que va construir una infraestructura de telecomunicacions a la regió per dur a terme les seves tasques logístiques.
Després de la Segona Guerra Mundial, la intel·ligència nord-americana i britànica han compartit informació com a part de l'acord UKUSA. L'aspecte principal d'això és que GCHQ i el seu equivalent nord-americà, l'Agència de Seguretat Nacional (NSA), comparteixen tecnologies, infraestructura i informació.
GCHQ va executar moltes estacions de control d'intel·ligència de senyals (SIGINT) a l'estranger. Durant l'inici de la Guerra Freda, les restes de l'Imperi Britànic van proporcionar una xarxa global d'estacions terrestres que van ser una important contribució a l'Acord UKUSA; els EUA consideraven RAF Little Sai Wan a Hong Kong com el més valuós d'ells. Les estacions de vigilància estaven gestionades en gran part per reclutes del Servei Nacional de baix cost, però quan això va acabar a principis dels anys 60, l'augment del cost dels empleats civils va causar problemes pressupostaris. El 1965, una revisió del Ministeri d'Afers Exteriors va trobar que 11.500 empleats estaven implicats en la recollida de SIGINT (8.000 personal del GCHQ i 3.500 militars), superant la mida del Servei Diplomàtic. La reacció a la guerra de Suez va provocar el desallotjament de GCHQ de diversos dels seus millors llocs de recollida SIGINT estrangers, inclòs el nou lloc de Perkar, Ceilan i la RAF Habbaniya, Iraq. El personal es va traslladar en gran part a campaments de tendes de campanya en bases militars a Xipre, que més tard es va convertir en l'Àrea de la Base Sobirana.
Durant la crisi dels míssils cubans, el GCHQ Scarborough va interceptar comunicacions de ràdio de vaixells soviètics informant de les seves posicions i ho va utilitzar per establir cap a on anaven. Una còpia de l'informe es va enviar directament a la Sala de Situació de la Casa Blanca, proporcionant les primeres indicacions de les intencions soviètiques pel que fa al bloqueig naval a Cuba dels EUA.
Duncan Campbell i Mark Hosenball van revelar l'existència de GCHQ el 1976 en un article per Time Out; com a resultat, Hosenball va ser deportat del Regne Unit. GCHQ va tenir un perfil molt baix als mitjans de comunicació fins al 1983 quan el judici de Geoffrey Prime, un talp de la KGB, va crear un interès mediàtic considerable.